# Monika Kopeć
Monika Kopeć (ur. 22 marca 1976) – polska lekkoatletka, specjalizująca się w rzucie młotem, medalistka mistrzostw Polski.

## Kariera sportowa
Była zawodniczką AZS-AWF Gorzów Wlkp.
Na mistrzostwach Polski seniorek na otwartym stadionie zdobyła jeden medal: srebrny w rzucie młotem w 1995 (w debiucie tej konkurencji na MP).
Rekord życiowy w rzucie młotem: 46,26 (1997).